# Lubach (Warme)
Der Lubach (im Oberlauf Laubach genannt) ist ein 4,9 km langer, südöstlicher und orographisch rechter Zufluss der Warme im nordhessischen Landkreis Kassel.

## Verlauf
Der Bach entspringt als Laubach im Hohen Habichtswald innerhalb des Naturparks Habichtswald. Seine Quelle liegt etwa 2 km südsüdöstlich des Habichtswalder Ortsteils Dörnberg rund 400 m westnordwestlich vom Gipfel des Wuhlhagens (ca. 565 m ü. NHN) auf etwa 530 m Höhe.
Anfangs fließt der Laubach, den Habichtswald verlassend und dabei den kleinen Tagebaurestsee Höllchen etwa 200 m westlich passierend, nordnordwestwärts hinab nach Dörnberg, das im Naturraum Dörnbergpass südlich unterhalb des Hohen Dörnbergs (578,7 m) liegt. Im Dorf verläuft er teilweise in der Kanalisation – die Bundesstraße 251 (Wolfhager Straße) etwas westsüdwestlich der Dorfkirche passierend – unter anderem entlang der Laubachstraße. Dann mündet nahe der Untersten Mühle von Osten kommend der Kressenborn ein.
Das von dort an Lubach genannte Fließgewässer fließt anschließend in Richtung Nordwesten in die landwirtschaftlich genutzte Habichtswälder Senke ein, in der es südlich die Wüstung Leutzewarden (Lutwardessen) passiert. Kurz darauf mündet der Lubach auf 274,5 m Höhe in die dort von Süden kommende Warme.

## Einzugsgebiet und Zuflüsse
Das Einzugsgebiet (EZG) des Lubachs ist 10,83 km² groß; davon entfallen 1,99 km² auf das EZG des Laubachs und 8,84 km² auf das EZG des Lubachs.
Sein mit 2,7 km Fließstrecke weitaus längster Zufluss ist der orographisch rechte Kressenborn, der am Nordrand des Dorfs Dörnberg an der Untersten Mühle am Übergang vom Laubach in den Lubach beim Lubach-Kilometer 2,1 von Osten einmündet und ein 3,74 km² großes Einzugsgebiet hat.

## Wasserscheide
Das Quellgebiet des Laubachs bzw. Lubachs liegt an der Wasserscheide von Fulda und Diemel, die Teil der Diemel-Eder/Fulda/Weser-Wasserscheide ist. Während sich das Wasser des Lubachs, der überwiegend in nordwestliche Richtung fließt, durch die Warme und Diemel in die Weser entwässert, fließt jenes der Ahne, die am Essigberg entspringt und in östliche Richtungen verläuft, durch die Fulda zur Weser.